# Chand Kaur
Chand Kaur (Năm 1802 - 11 tháng 6 năm 1842) là người cai trị thứ tư của đế quốc Sikh, được xưng tụng là Malka Muqaddisa vào ngày 2 tháng 12 năm 1840. Năm 1812, bà kết hôn với Thái tử Kharak Singh  là con trai đồng thời và là người thừa kế của Ranjit Singh. Năm 1821, bà sinh một người con trai duy nhất là Nau Nihal Singh, người trở thành người thứ ba kế vị ngai vàng của đế quốc Sikh.